# Manoel Delson Pedreira da Cruz
Manoel Delson Pedreira da Cruz, O.F.M.Cap. (Biritinga, 10 de julho de 1954) é um religioso capuchinho e bispo católico brasileiro. É o Arcebispo Metropolitano da Paraíba.

## Biografia
Dom Delson estudou Filosofia e o início da Teologia no Seminário São Francisco de Assis em Nova Veneza e concluiu os estudos teológicos no Instituto de Teologia da Universidade Católica de Salvador, na Bahia. É mestre em Ciência da Comunicação Social pela Pontifícia Universidade Salesiana de Roma e graduado em Letras pela Universidade Católica de Salvador. Foi ordenado sacerdote no dia 5 de julho de 1980 na Arquidiocese de Feira de Santana e, na mesma arquidiocese, em 24 de setembro de 2006, recebeu sua ordenação episcopal. Foi acolhido na Diocese de Caicó no dia 8 de outubro daquele ano.
No dia 9 de maio de 2011 foi eleito durante a 49ª Assembleia do Episcopado Brasileiro em Aparecida entre os bispos dos estados de Alagoas, Paraíba, Pernambuco e Rio Grande do Norte, vice-presidente do Regional Nordeste 2 da CNBB.
No dia 8 de agosto de 2012 foi nomeando pelo Papa Bento XVI como 7º Bispo diocesano de Campina Grande, transferido da Diocese de Caicó.
No dia 29 de setembro de 2012, Dom Delson tomou posse como 7º Bispo da Diocese de Campina Grande. A solenidade ocorreu na Catedral Diocesana de Nossa Senhora da Conceição com a presença de vários bispos e de todo o clero diocesano.
No dia 8 de março de 2017, foi nomeado Arcebispo Metropolitano da Arquidiocese da Paraíba pelo Papa Francisco. Sendo transferido da Diocese de Campina Grande. Sua posse canônica ocorreu no dia 20 de maio de 2017, na Catedral Basílica de Nossa Senhora das Neves, em João Pessoa, contando com a presença de vários arcebispos, bispos, do clero arquidiocesano e de várias outras dioceses.

## Atividades anteriores ao episcopado
(1981) Foi formador dos aspirantes, Vigário Paroquial e Vice Guardião em Feira de Santana;
(1984) Formador do Pós-noviciado; Guardião e Vigário Provincial em Salvador;
(1986-1992) Ministro Provincial;
(1993) Diretor da Rádio Sociedade e Vice Pároco da Paróquia de Santo Antônio em Feira de Santana;'
(1995) Em Roma obteve o Mestrado em Comunicação Social, pela Pontifícia Universidade Salesiana;
(1998 - 2001) Ministro Provincial de Salvador;
(2002-2006) Em Roma exerceu o cargo de Definidor Geral para a América Latina junto à Cúria Geral dos Capuchinhos.

## Obras
Rádio Comunitária e Catequese: hipótese de um trabalho complementar (Dissertação de Mestrado em Comunicação Social pela Pontifícia Universidade Gregoriana).

## Atividades como bispo
Bispo da Diocese de Caicó (RN) - 2006-2012;
Vice-presidente do Regional Nordeste 2 da CNBB - desde 2011;
Bispo de referência para Pastoral da Comunicação e para as CEB’s do Regional NE2;
Bispo da Diocese de Campina Grande (PB) - 2012-2017.